# Arrondissement de Pointe-à-Pitre
L'arrondissement de Pointe-à-Pitre est une division administrative française, située dans le département de la Guadeloupe et la région Guadeloupe.

## Composition

### Composition avant 2015
- Canton des Abymes-1, limité à une commune :
  - Partie des Abymes,
- Canton des Abymes-2, limité à une commune :
  - Partie des Abymes,
- Canton des Abymes-3, limité à une commune :
  - Partie des Abymes,
- Canton des Abymes-4, limité à une commune :
  - Partie des Abymes,
- Canton des Abymes-5, limité à une commune :
  - Partie des Abymes,
- Canton d'Anse-Bertrand, qui groupe 2 communes :
  - Anse-Bertrand,
  - Port-Louis,
- Canton de Capesterre-de-Marie-Galante, limité à une commune :
  - Capesterre-de-Marie-Galante,
- Canton de La Désirade, limité à une commune :
  - La Désirade,
- Canton de Grand-Bourg, limité à une commune :
  - Grand-Bourg,
- Canton du Gosier-1, limité à une commune :
  - Partie du Gosier,
- Canton du Gosier-2, limité à une commune :
  - Partie du Gosier,
- Canton de Morne-à-l'Eau-1, limité à une commune :
  - Partie de Morne-à-l'Eau,
- Canton de Morne-à-l'Eau-2, limité à une commune :
  - Partie de Morne-à-l'Eau,
- Canton du Moule-1, limité à une commune :
  - Partie du Moule,
- Canton du Moule-2, limité à une commune :
  - Partie du Moule,
- Canton de Petit-Canal, limité à une commune :
  - Petit-Canal,
- Canton de Pointe-à-Pitre-1, limité à une commune :
  - Partie de Pointe-à-Pitre,
- Canton de Pointe-à-Pitre-2, limité à une commune :
  - Partie de Pointe-à-Pitre,
- Canton de Pointe-à-Pitre-3, limité à une commune :
  - Partie de Pointe-à-Pitre,
- Canton de Saint-Louis, limité à une commune :
  - Saint-Louis,
- Canton de Saint-François, limité à une commune :
  - Saint-François,
- Canton de Sainte-Anne-1, limité à une commune :
  - Partie de Sainte-Anne,
- Canton de Sainte-Anne-2, limité à une commune :
  - Partie de Sainte-Anne.

### Découpage communal depuis 2015
Depuis 2015, le nombre de communes des arrondissements varie chaque année soit du fait du redécoupage cantonal de 2014 qui a conduit à l'ajustement de périmètres de certains arrondissements, soit à la suite de la création de communes nouvelles. Le nombre de communes de l'arrondissement de Pointe-à-Pitre reste quant à lui inchangé depuis 2015 et égal à 14.
Au 1er janvier 2024, l'arrondissement groupe les 14 communes suivantes :
1. Les Abymes
2. Anse-Bertrand
3. Capesterre-de-Marie-Galante
4. La Désirade
5. Le Gosier
6. Grand-Bourg
7. Morne-à-l'Eau
8. Le Moule
9. Petit-Canal
10. Pointe-à-Pitre
11. Port-Louis
12. Sainte-Anne
13. Saint-François
14. Saint-Louis

## Démographie
En 2022, l'arrondissement comptait 200 047 habitants.
| 1968    | 1975    | 1982    | 1990    | 1999    | 2006    | 2011    | 2016    | 2021    |
| ------- | ------- | ------- | ------- | ------- | ------- | ------- | ------- | ------- |
| 167 946 | 177 558 | 179 027 | 200 453 | 210 875 | 211 207 | 212 143 | 204 900 | 199 303 |

| 2022    | - | - | - | - | - | - | - | - |
| ------- | - | - | - | - | - | - | - | - |
| 200 047 | - | - | - | - | - | - | - | - |

## Sous-préfets
| Période | Période  | Identité          | Fonction précédente | Observation                   |
| ------- | -------- | ----------------- | ------------------- | ----------------------------- |
|         |          |                   |                     |                               |
| 1948    | 1953     | André Rousselet   |                     |                               |
|         |          |                   |                     |                               |
| 1993    |          | Nicolas Desforges |                     | Futur préfet de la Guadeloupe |
|         |          |                   |                     |                               |
| 2016    | En cours | Jean-Michel Jumez |                     |                               |